# Themyscira
Themyscira (/ˌθɛmɪˈskɪrə/) è un'isola nazione immaginaria dell'Universo DC, luogo di origine di Wonder Woman e delle sue sorelle Amazzoni. Nota anche come Isola Paradiso fin dalla prima comparsa di Wonder Woman e dell'isola su All-Star Comics n. 8 (dicembre 1941), fu rinominata Themyscira con il rilancio del personaggio nel 1987 in Wonder Woman (vol. 2) n. 1.

## Pre-Crisi (1941-1987)
Quando la terra natia di Wonder Woman fu introdotta per la prima volta nel 1941, ci si riferì ad essa come all'Isola Paradiso, un'isola segreta e nascosta abitata dalle mitologiche Amazzoni. Le Amazzoni si stancarono dei modi malvagi degli uomini nell'antica Grecia dopo essere state schiavizzate da Ercole, e decisero di separarsi in quest'isola dove avrebbero potuto praticare metodi più pacifici di vita e coltivare le loro menti. Dato che l'isola fu benedetta dagli dei dell'Olimpo, a nessun uomo fu permesso di metterci piede. Quando l'aereo dell'ufficiale dell'intelligence della United States Army Steve Trevor vi si schiantò durante la seconda guerra mondiale, fu guarito nella vicina Isola della Guarigione grazie alle cure della Principessa Diana, figlia della Regina dell'isola, Ippolita. Diana presto dovette competere contro altre Amazzoni per diventare Wonder Woman, rappresentante dell'Isola Paradiso che avrebbe accompagnato Steve Trevor nel viaggio di ritorno al "Mondo degli Uomini" e aiutarlo a combattere contro i nemici dell'Asse. Fu stabilito che tutte le Amazzoni erano adepte ad una disciplina chiamata "proiettili e braccialetti" in cui erano abili a sviare e respingere i proiettili sparatele contro utilizzando bracciali di metallo sui loro polsi.
Questa storia delle origini rimase intatta in tutto il corso della Golden e Silver Age dei fumetti, fino alla storia del 1985-1986 Crisi sulle Terre infinite. Con la conclusione della serie limitata, la maggior parte dei personaggi dell'Universo DC furono sottoposti ad alcuni aggiornamenti o retcon nella storia dei loro fumetti, e Wonder Woman fu uno di questi numerosi personaggi la cui intera continuità fu rinnovata.

## Post-Crisi (1987-presente)
Il rilancio di Wonder Woman del 1987 stabilì che le Amazzoni erano le anime reincarnate di donne massacrate dagli uomini nel corso della preistoria. Formate dalla creta oltre 3000 anni prima e con nuove vite donate loro da cinque dee dell'Olimpo - Artemide, Atena, Demetra, Estia e Afrodite - alle Amazzoni furono donate l'immortalità, una grande forza fisica, sensi altamente acuti, bellezza, saggezza e amore le une per le altre. Furono incaricate di insegnare i meriti della virtù, dell'amore e dell'uguaglianza agli uomini del "Mondo Patriarcale". Fondarono la Città-Stato di Themyscira nell'antica Turchia, governate dalle sorelle Ippolita e Antiope. Ares, il dio della Guerra e avversario capo delle Amazzoni, manipolò il fratellastro Ercole perché radunasse delle forze e attaccasse Themyscira. Ercole sottomise e devastò Ippolita, e le sue forze riuscirono a saccheggiare Themyscira e a rendere le Amazzoni sue schiave. Ippolita pregò le dee per un aiuto. Atena decise di aiutarla, ma solo alla condizione che non andassero contro il loro scopo di creazione cercando vendetta contro i loro assalitori. Quando accettarono i termini, Atena liberò le Amazzoni dalle loro catene, ma una volta liberate, però, le Amazzoni procedettero al massacro della maggior parte dei loro assalitori. Antiope guidò una forza di Amazzoni in Grecia, cercando vendetta su Ercole. Come decretato dalle dee, Ippolita guidò il resto delle Amazzoni verso un'isola remota dove, sotto pena per il loro fallimento come insegnanti, divennero guardiane del Portale del Destino, prevenendo così la fuga dei mostri all'interno. Rinominando l'isola paradiso Themyscira come la loro capitale caduta, le Amazzoni cominciarono le loro nuove vite, erigendo edifici e monumenti e perfezionando le loro abilità come artigiane e guerriere.
Per secoli le Amazzoni di Themyscira vissero in uno stato di perfetta armonia con il loro territorio. Non conobbero il razzismo, anche se molte di loro considerarono la lontana Tribù di Amazzoni di Antiope un po' più che selvaggia. Non pensarono mai in termini di sesso maschile; la parola "poliziotto" per loro era aliena fino alla partenza di Diana verso il mondo esterno. L'omosessualità era completamente accettata - mentre alcune Amazzoni erano caste, altre avevano delle amorevoli consorti. La loro città era completamente composta di architettura Greco-Romana precedente al 1200 a.C., e indossavano abbigliamento, toghe, sandali e armature del periodo greco. Le Amazzoni indossavano anche Braccialetti di Sottomissione come costante memento del loro passato, anche se solo Diana era in grado di respingere i proiettili con essi. Erano ferventi religiose, adoravano i loro dei come divinità viventi. Artemide era la loro dea principale, e la adoravano con il sacrificio di un cervo. Le Amazzoni celebravano la loro creazione ogni anno nel Pasto delle Cinque, commemorando le dee che le portarono in vita.
Occasionalmente, le Nereidi portarono sulle coste di Themyscira giovani neonate che altrimenti sarebbero morte annegate. Chiamate le "emesse", queste bambine venivano cresciute spiritualmente negli ideali Amazzoni, e quindi rimandate misticamente al loro luogo di scomparsa. Julia Kapatelis, la prima amica di Diana nel Mondo dei Patriarchi, fu una di queste bambine.
Themyscira è solitamente ubicata nel Triangolo delle Bermude, ma possiede l'abilità magica di teletrasportarsi in ogni località spaziale o periodo temporale desiderato dalle sue abitanti.

### L'entrata di Wonder Woman
In tempi recenti la figlia di Ippolita, Diana, anche nota come Wonder Woman, divenne ambasciatrice per il mondo esterno. Con l'aiuto di Diana, le Amazzoni aprirono le coste di Themyscira ai dignitari del "Mondo dei Patriarchi". Le creature sotto il Portale del Destino furono sconfitte, e per un certo periodo le Amazzoni distrussero le loro armature da battaglia come testamento di un nuovo periodo di pace. Le Amazzoni aprirono le loro frontiere ai dignitari del mondo dei Patriarchi, maschi e femmine, ma in cambio furono distrutte quasi del tutto da Eris, dea della Discordia. Le Amazzoni condussero anche un proprio tour degli Stati Uniti, dove furono incolpate dell'assassinio di numerose persone dai discendenti di Antiope, da assassini mercenari di Bana-Mighdall e da Circe. Fu durante la Guerra degli Dei che le Amazzoni ricrearono la loro armonia, decidendo ancora una volta di diventare guerriere. Circe trapiantò numerose di queste donne mercenarie di Bana-Mighdall, chiamata la Tribù Perduta, a Themyscira, dove, dopo aver combattuto contro le Amazzoni già presenti, unirono le forze alle loro per fermare Circe. Le due sezioni di Amazzoni formarono una difficile tregua, vivendo ognuna ad un limite opposto dell'isola.
La Professoressa Julia Kapatelis, cara amica di Wonder Woman e delle Amazzoni, fu più avanti presentata con dei fondi da parte del National Geographic Society per localizzare la città turca originale di Themyscira. Sfortunatamente, Julia dovette abbandonare lo scavo a metà una volta che un'amica di sua figlia si suicidò. Se la città di Themyscira fu scavata a pieno o no non fu chiaramente mostrato.
Più tardi ancora, le forze di Darkseid devastarono Themyscira durante una ricerca per localizzare gli dei greci, uccidendo però quasi la metà delle Amazzoni. Quando ricominciarono la ricostruzione, le Amazzoni si ritrovarono tramutate in pietra. Questo fu il risultato della scomparsa degli dei dal piano mortale, e la connessione delle Amazzoni con le loro creatrici cominciò a diminuire così da riconvertire i loro corpi allo stato primordiale. Con il ritorno degli dei all'Olimpo, le Amazzoni furono ritrasformate nel loro stato di sangue e carne. Ancora una volta, altre Amazzoni furono uccise durante un confronto con l'entità demoniaca nota come Neron.
Dato che Diana e Ippolita si avventurarono nel mondo dei Patriarchi come Wonder Woman per un lunghissimo periodo di tempo, le Bana e le Themysciriane furono manipolate fino allo scoppio di una guerra civile per mano di Magala, che fu impossessata dallo spirito dell'assassina di Antiope, Arianna. Utilizzando il disdegno preesistente che le tribù provavano l'una per l'altra, Magala utilizzò alleate in entrambe le città Amazzoni per innescare il conflitto vendicativo. L'isola fu lasciata in rovina, e la guerra fu fermata quando Ippolita abolì la famiglia reale, rinunciando al trono.
In contrasto tranne che in idee politiche, le Amazzoni Bana e le Themysciriane unirono le forze contro le forze aliene di Imperiex. Themyscira, mossa misticamente nello spazio aperto, fu distrutta e centinaia di Amazzoni di entrambe le tribù persero la vita. Quando Wonder Woman guidò entrambe le tribù in una preghiera ecumenica, incanalando il potere nel nuovo dio Darkseid, le donne guerriere aiutarono a distruggere Imperiex e il suo alleato, Brainiac 13.

### Nuova Themyscira
Dopo che l'isola venne distrutta da Imperiex durante la storia Our Worlds at War, Themyscira fu ricostruita e ricollocata ancora una volta, questa volta nel Triangolo delle Bermuda. Progettato da personaggi del calibro di Julia Kapatelis, Martian Manhunter, Steve Trevor, l'architetto canadese Jean Claude Tibet, e la maestra di design Amazzone Kaleeza Fashed, la nuova Themyscira fu costruita con l'aiuto della tecnologia aliena. Aggiungendola alla ri-creazione dell'isola, Themyscira fu ricostituita dalle potenze combinate delle dee greche ed egiziane adorate dalle Amazzoni. Trasformate in una grande serie di isole fluttuanti dedicate al libero scambio di informazioni e idee, la nuova Themyscira fu governata dai membri di entrambe le tribù. Dopo qualche tempo Themyscira fu quasi distrutta da un gesto di rabbia dalla dea Era. A causa delle sue azioni l'isola cessò di fluttuare a mezz'aria sotto il proprio potere e riassunse invece l'aspetto dell'isola tradizionale ancora una volta.
Di recente, Themyscira fu sotto attacco delle forze degli O.M.A.C., come descritto in Crisi infinita. A causa di questo attacco, così come numerosi altri attacchi che l'isola dovette soffrire da quando Diana divenne Wonder Woman, fu deciso che gli Olimpici e le dee di Bana-Mighdall avrebbero trasportato l'isola e i suoi abitanti (senza Diana) in una località mai rivelata perché vivessero in pace.

### Un anno dopo
Sotto la direzione dello scrittore Will Pfeifer le Amazzoni attaccarono Washington come rappresaglia per l'attacco all'isola nella miniserie in sei numeri Amazons Attack!. Alla fine della serie i ricordi delle Amazzoni furono cancellate da Nonnina Bontà (travestita da dea Atena), e furono mandate per il mondo con false identità. Solo Ippolita e quattro membri della Guardia Reale rimasero a Themyscira.
Zeus quindi ricostituì i loro ricordi e provvide al trasporto perché ritornassero a casa.

### Rituale
Come mostrato nel fumetto, le Amazzoni avevano numerosi costumi e usanze. Alcune di queste includono:

#### Rituale di corteggiamento
Quando un'Amazzone desiderava corteggiarne un'altra, questa si presentava davanti alla compagna intesa e le offriva una noce di cocco. Dentro la noce di cocco vi era un seme nettarino tenuto in una collana e un braccialetto fatto di spine. Il seme nettarino significava generosità, sperata ma non del tutto ricevuta. Il braccialetto di spine era parzialmente ricoperto di fiocchi blu, rossi e dorati. Il blu rappresentava la speranza, il rosso rappresentava il pericolo e l'oro rappresentava una richiesta alla dea Atena di provvedere alla benedizione. La corteggiatrice avrebbe tirato fuori la collana e avrebbe detto «Perché tu sei piena di promesse», benedicendola con un bacio e piazzando la collana intorno al collo della amata scelta. Poi avrebbe preso il braccialetto e avrebbe detto «Perché tu conosca il cuore di un'altra» e glielo avrebbe messo al polso. Se la persona scelta a cui sarebbero stati fatti questi doni avesse accettato il corteggiamento, avrebbe indossato la collana e il braccialetto senza mai rimuoverli se non prima di aver accettato insieme alla corteggiatrice una mutuale lunga relazione. Finché le due Amazzoni avrebbero deciso di finalizzare la loro relazione, la coppia si sarebbe sottoposta ad una serie di test emotivi, fisici e mentali per vedere se la relazione intesa avrebbe potuto sopportare le prove della vita.

#### Pasto delle cinque
Una delle osservanze più riverite a cui le Amazzoni Themysciriane tengono di più è chiamata il "Pasto delle Cinque". In questo giorno le Amazzoni rendono omaggio alle cinque dee originali che presero parte alla loro creazione. A parte le costanti preghiere e l'adorazione l'occasione ha inizio con una caccia in onore della dea Atena. Una mietitura viene celebrata in onore della dea Demetra. Un festino viene quindi tenuto in onore delle dee rimanenti. Questo è il giorno più santo delle Amazzoni Themysciriane. Il Pasto delle Cinque più essere anche visto come il compleanno di ogni singola Amazzone di Themyscira, con la gloria dell'occasione messa ad onore delle loro creatrici.

#### Hiketeia
Le Amazzoni osservano un'antica costumanza greca chiamata Hiketeia, in cui una persona supplica le altre in cambio di sostentamento e protezione. La supplicante non deve essere accettata una volta che fa la proposta, ma quando viene accettata entrambe le fazioni decidono di prendere il contratto molto seriamente. Se il guardiano o il supplicante dovessero venire meno al loro dovere, le Erinni, antiche e selvagge portatrici di giudizio, le avrebbero massacrate istantaneamente. Quando l'Hiketeia viene offerta, la supplicante recita le seguenti parole al guardiano inteso: (Nome del potenziale guardiano), io sono (nome del potenziale servo). Mi offro in supplica a te. Io vengo senza protezione. Io vengo senza mezzi, senza onore, senza speranza, senza niente tranne me stessa a pregarti per avere protezione. Nella tua ombra ti servirò, dal tuo respiro respirerò, tramite le tue parole io parlerò, per tua pietà io vivrò. Con tutto il mio cuore, con tutto ciò che posso offrirti, ti prego, nel nome di Zeus, che protegge tutti i supplicanti, accetta la mia supplica".

#### Inviare avanti
Quando una bambina viene persa in mare, la piccola viene salvata dall'annegamento dalla dea Teti. Teti salvava le bambine mortali che lei considerava "speciali" e le trasportava al sicuro sull'Isola della Guarigione di Themyscira (i maschi sarebbero stati portati da qualche altra parte). Una volta sull'Isola, il fisico capo delle Amazzoni, Epione, le avrebbe trovate e avrebbe donato loro le dovute cure. Dopo di ciò, le piccole sarebbero state portate al palazzo reale dove un'Amazzone sarebbe stata selezionata come "Guardiano d'Ispirazione" della bambina. Alla bambina sarebbero state donate saggezza e forza di spirito tramite un bacio magico. Secondo l'Amazzone Pythia, Julia Kapatelis fu l'ultima di centinaia di neonate ad aver provato quest'esperienza nel 1937. La "benedizione" era in realtà una suggestione subliminale per la bambina al fine di insegnarle la pace e l'uguaglianza per tutto il corso delle loro vite. Questa benedizione può essere trasmessa anche ai discendenti delle bambine diventate adulte. Questa usanza è chiamata "Inviare/Mandare Avanti". Una volta fatto ciò, la bambina viene considerata un'Amazzone e figlia spirituale dell'Amazzone che la benedì. Dopo qualche giorno di benedizioni e recupero, le bambine venivano portate di nuovo sulle coste dell'Isola dove sarebbero poi state riportate magicamente da Teti all'oceano e al luogo esatto di origine abbandonato.

#### Unione con la Terra
Tutte le Amazzoni Themysciriane possiedono l'abilità di alleviare i loro corpi dalle ferite e dalle tossine diventando un tutt'uno con il suolo della Terra e riformando nuovamente i loro corpi. La prima volta che lo fece Diana pregò la dea Gea dicendo «Gea, ti prego. Dammi la forza. Tu sei la Terra che mi ha allattata, che mi ha nutrita e allevata. Attraverso te tutta la vita è rigenerata. Il cerchio senza fine. Ti prego, madre Gea, riprendimi nel tuo grembo. Ti prego, rendimi meritevole». Questo era un rituale molto sacro per le Themysciriane, da essere utilizzato solo in circostanze di estremissima necessità.

#### Morte
Originariamente fu costruita una caverna sotto il Tempio dei Morti delle Amazzoni, dove venivano ricordati i morti. Dopo che il funerale Amazzone veniva celebrato, il corpo viene inserito nella caverna dove rimane a riposare in una città dei morti. La Regina Ippolita ordina alla pretessa capo del tempio di rimanere da sola nella città a sorvegliare i morti per mille anni prima di avere un rimpiazzo.
La tradizione fu poi cambiata poiché le Amazzoni scoprirono che le pretesse spesso impazzivano a causa della solitudine. Una pretessa una volta portò in vita i morti attraverso l'utilizzo della magia durante un raptus di follia. Subito dopo, le Amazzoni bruciarono i loro morti durante il quale le anime delle Amazzoni trapassate presero forma tra le fiamme prima di dirigersi verso il piano di esistenza successivo chiamato Campi Elisi.

## Creature

### Pre-Crisi
Quando nel fumetto di Wonder Woman fu mostrato che l'Isola Paradiso era la casa di canguri giganti che le Amazzoni cavalcavano come cavalli chiamati Kangas, il nome del Kanga di Diana era Jumpa.

### Post-Crisi
Quando il fumetto fu rinnovato e ricominciò a metà degli anni ottanta tutto ciò fu cancellato e l'isola ospitava solo animali comuni come cervi, cinghiali, cavalli, e pesci. Le sole creature mitologiche/esotiche dell'isola esistevano sulla via per il sottomondo vicino al Portale del Destino, che le Amazzoni giurarono di mantenere intrappolate e di non lasciare mai evadere. Nelle acque che circondano Themyscira vivevano anche le Naiadi e nelle foreste le Driadi che passavano la maggior parte dei giorni a giocare, occasionalmente con le Amazzoni.
Nel 1999 lo scrittore Erik Luke si occupò del fumetto di Wonder Woman e fece sì che alcune creature mitiche da tutto il mondo avessero asilo su Themyscira. Queste creature consistevano in Chirone il Centauro, un Pegaso bianco, Ladone il Drago, una Chimera e una Sfinge.
Quindi lo scrittore Phil Jimenez scrisse il fumetto agli inizi degli anni 2000 e fece sì che anche numerosi dinosauri dalla terra di Skartaris trovassero un rifugio a Themyscira, in aggiunta alla ricomparsa dei Kangas sull'isola. Però, nessun Kangas fu mostrato come animale da cavalcatura.
Lo scrittore Greg Rucka reintrodusse un secondo Pegaso perché servisse da compagno di cavalcate per Wonder Woman, ma questo era nero con gli occhi rossi. Si presume che viva su Themyscira.
La storia del 2007 Amazons Attack! descrisse che le Amazzoni possedevano creature come vespe giganti dello Stige e alcuni cavalli alati addomesticati, un enorme numero di chimere sellate, e tre orchi di taglia titanica. Quindi la storia del 2007/2008 Countdown a Crisi Finale introdusse una nuova rivelazione: l'isola era protetta da un branco di Megalodonti.
Quando la scrittrice Gail Simone cominciò a lavorare sul fumetto mostrò che Ippolita si prendeva cura di alcuni grifoni nelle stalle reali. Introdusse anche l'isola di Thalarion, la casa dei Gargareani durante la storia Rise of the Olympians. I Gargareani possedevano mandrie di cavalli alati simili a quelli Themysciriani ma possedevano anche greggi di leoni alati. Il loro leader, Achille, possedeva un elefante da combattimento di nome Mysia che aveva due tronchi, due bocche, tre occhi lucenti, una pelle impenetrabile e l'abilità di camminare sull'aria. Dato che i Gargareani si incorporarono tra le Amazzoni di Themyscira è logico assumere che anche queste creature risiedessero lì.

## Poteri e abilità delle Amazzoni
Tutte le Amazzoni Themysciriane possiedono vari gradi di forza, velocità, resistenza e straordinari sensi super umani che erano tutti doni benedetti dagli dei quando furono create. Come mostrato da vari membri della tribù, sono in grado di spezzare l'acciaio e il calcestruzzo a mani nude, di fare salti di oltre 32 metri da ferme, di possedere un forte fattore di resistenza, guarigione avanzata e l'abilità di assorbire e interpretare una vasta quantità di conoscenza in brevissimi periodi di tempo. Le Amazzoni Themysciriane possiedono anche l'immortalità che permette loro di vivere indefinitamente in forma giovanile, ma che le lascia scoperte a potenziali ferite e morte dipendenti dalle loro azioni. Svilupparono anche alti livelli di addestramento nel combattimento corpo a corpo, perfezionato nel corso di oltre 3000 anni, e sono esperte nell'utilizzo di numerose armi da mano.
Le Amazzoni Themysciriane possiedono l'abilità di alleviare i loro corpi dalle ferite e dalle tossine diventando un tutt'uno con il suolo della Terra e riformando nuovamente i loro corpi. La prima volta che lo fece Diana pregò la dea Gea dicendo «Gea, ti prego. Dammi la forza. Tu sei la Terra che mi ha allattata, che mi ha nutrita e allevata. Attraverso te tutta la vita è rigenerata. Il cerchio senza fine. Ti prego, madre Gea, riprendimi nel tuo grembo. Ti prego, rendimi meritevole». Durante il periodo di John Byrne come scrittore del fumetto, fu affermato che questo era un rituale molto sacro, da essere utilizzato solo in casi estremi.

## Eventi principali
Ogni scrittore principale che scrisse il secondo volume di Wonder Woman descrisse il massacro di Themyscira:
- George Pérez: incluse lo stupro e il massacro delle Amazzoni da parte di Ercole, così come la distruzione della città di Bana-Mighdall.
- William Messner-Loebs : descrisse una guerra tribale Amazzone per il possedimento di Themyscira.
- John Byrne: fece invadere Themyscira da Darkseid che uccise metà della popolazione per poi tramutare le Amazzoni restanti in pietra.
- Phil Jimenez: reintrodusse la guerra Amazzone per il possedimento di Themyscira.
- Walt Simonson: fece sì che un'Idra tramutasse le Amazzoni in pietra.
- Greg Rucka: fece uccidere oltre metà della popolazione Amazzone restante dagli O.M.A.C.

L'isola (o le isole) possono variare la loro posizione nello spazio e nel tempo.

## Altri media

### Animazione
- Nel 1978, L'Isola Paradiso comparve anche nella serie animata televisiva Challenge of the Super Friends nell'episodio "Secret Origins of Superfriends".
- Nel 1980, L'Isola Paradiso comparve anche nella serie animata The All-New Super Friends Hour nell'episodio "Return of Atlantis".
- Post-1987, Themyscira comparve in numerosi episodi della serie animata Justice League e Justice League Unlimited della Warner Bros. tra il 2001 e il 2006 come casa natia di Wonder Woman.
- Nel 2008 Themyscira comparve nel film animato Justice League: The New Frontier, mostrando Wonder Woman mentre si allenava con una sua consorella sulla spiaggia.
- Nel 2009 Themyscira comparve nel film animato Wonder Woman.
- Nel 2010 Themyscira e le sue Amazzoni comparvero prominenti nel film animato Superman/Batman: Apocalypse.
- Compare nell'episodio Triumvirate of Terror! della serie animata Batman: The Brave and the Bold del 2011, in cui Joker si intrufola sull'Isola mascherato da Amazzone per rapire Wonder Woman.

### DC Extended Universe
Themyscira compare nel DC Extended Universe (DCEU).
- Nel film Wonder Woman (2017), Themyscira è il luogo dove si incontrano per la prima volta Wonder Woman e Steve Trevor.
- In Justice League (2017) e in Zack Snyder's Justice League (2021), in entrambe le versioni del film Steppenwolf attacca la città e il popolo per rubare la scatola madre protetta dalle Amazzoni.
- In Wonder Woman 1984 (2020) una giovane Diana Prince partecipa a un evento atletico in onore della famosa Amazzone Asteria su Themyscira contro le Amazzoni più anziane.

### Televisione
- In linea con la continuità del fumetto all'epoca, la serie televisiva mandata in onda dal 1975 al 1979 Wonder Woman con protagonista Lynda Carter mostrò l'Isola Paradiso come casa di Wonder Woman in numerosi episodi.
- Nel 2017 Themyscira viene mostrata alla fine dell'episodio 6 della terza stagione di DC's Legends of Tomorrow, poiché le leggende vollero mandarci Elena di Troia dopo averla salvata da Hollywood.

### Videogiochi
- Themyscira è uno degli stage giocabili del videogioco Mortal Kombat vs DC Universe (2008), con un numero di Amazzoni che compaiono in numerose scene tagliate.